# John Russell Bartlett

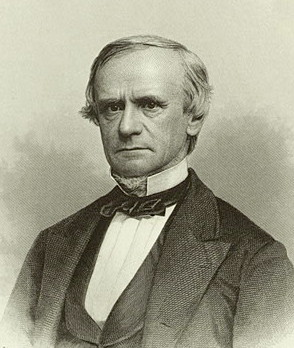
John Russell Bartlett.

John Russell Bartlett, född den 23 oktober 1805, död den 28 maj 1886, var en nordamerikansk författare.
Bartlett var ursprungligen bokhandlare och sedan under en rad år statssekreterare i Rhode Island. Han publicerade 1848 det på sitt område grundläggande arbetet A dictionary of americanisms och 1854 Personal narrative of explorations and incidents, som innehåller värdefullt historiskt och etnologiskt material. Bartlett behandlade även i flera arbeten Rhode Islands historia.